# Italijanski imperij
Italijanski imperij je bil uradno razglašen maja 1936 s totalno aneksijo Abesinije (današnje Etiopije) in s prevzemom naslova cesar Etiopije s strani italijanskega kralja. Imperij se je sicer začel izoblikovati že leta 1882 s prisvojitvijo Assaba v Eritreji. S časom so se italijanske posesti širile in dosegle največji obseg, preko 4.100.000.000 km², leta 1940, ko so jih sestavljali štirjeafriški teritoriji (Libija, Somalija, Etiopija, Eritreja), Dodekanez in Albanija, koncesija v Tientsinu, Britanska Somalija (danes Somaliland) in številna druga manjša posestva, predvsem v Grčiji in Egiptu. Italijanski imperij je prenehal obstajati z zaključkom druge svetovne vojne, ko je Italija ohranila samo administrativni nadzor Somalije do leta 1960.

## Nastanek imperija
Prva leta kolonizacije niso prešla brez prelivanja krvi. V Libiji in Etiopiji je bilo v dvajsetih in tridesetih letih pobitih veliko Italijanov, bodisi vojakov kot civilistov , kar je povzročilo težko represijo s strani italijanskih oblasti, celo z uporabo strupenih plinov in  iperita. Fašizem je sicer ukinil sovražnosti, vendar velikokrat prav s silo. Kljub temu se je "pomirjenje" izkazalo za pozitivno v vseh italijanskih kolonijah. Vse območje je doživelo konkreten gospodarski razvoj , tudi vsled množičnega priseljevanja italijanskih kolonov. Z osvojitvijo večine Etiopije je bilo vse ozemlje Afriškega roga združeno v italijansko vice-kraljevino pod imenom Africa Orientale Italiana (AOI) (Italijanska Vzhodna Afrika).

## NačrtVelike Italije
Mussolinijevi načrti za Veliko Italijo so predvidevali, da bodo po zmagi sil osi priključeni Italijanski Vzhodni Afriki tudi Egipt, Sudan, Džibuti in Kenija kot klientelne države, to je formalno samostojne države, kjer bi bili vodilni kadri imenovani iz Rima. Vsekakor pa Afrika ni bila edino ozemlje, ki ga je fašizem nameraval osvojiti. V načrtih (1936) je bila združitev Italije in njenih posesti (današnja Italija, Italijanska Vzhodna Afrika) s klientelnimi ozemlji (Albanija, Avstrija, del Madžarske, del Romunije, Bolgarija), z ozemlji, ki jih je bilo treba anektirati (Korzika, Graubünden v Švici, današnja Slovenija, Istra, Dalmacija, Črna gora) in z ozemlji, ki jih je bilo treba spremeniti v klientelne enote (Španija, Hrvaška, Srbija, Makedonija, Bolgarija, Romunija). Drugače povedano to pomeni, da so že spadale pod italijansko krono današnja Italija in Italijanska Vzhodna Afrika; klientelne države so bile v večji (Albanija) ali manjši (Avstrija, del Madžarske, del Romunije) meri pod italijansko upravo; Slovenija, Istra, Dalmacija, Bosna, del Makedonije in Grčije je bilo treba samo anektirati, ker so "pripadale Italiji zaradi njihove rimljanske preteklosti" ; Španijo, Hrvaško, Srbijo, Makedonijo, Romunijo, Bolgarijo in Grčijo je bilo treba "prepričati" za sodelovanje.
Razen omenjenih ozemelj v Evropi in Afriki je imela Italija tudi druge posesti. Najbolj oddaljena je bila koncesija manjšega ozemlja (46 ha), ki ga je Kitajska odstopila Italiji kot priznanje za sodelovanje pri zadušitvi upora bokserjev , med katerim je padlo 18 Italijanov. Leta 1919 so Italijani zavzeli Antalijo (it. Adalia) v Anatoliji, vključno z zaledjem, vendar je okupacija trajala samo tri leta, po preteku katerih so jo izročili Mustafa Kemal Atatürku. Egejski otoki ali Dodekanez so bili v italijanski posesti od leta 1912 do leta 1947.
Zanimiv je poskus prisvojitve Gruzije, do katere je imela Italija pravico kot podpisnica Londonskega sporazuma iz aprila 1915; leta 1919 je vlada Orlando pripravila kontingent 85 tisoč vojakov za Gruzijo z namenom, da podpre gibanje za neodvisnost od Rusov in Turkov. Vojaki so bili že pripravljeni za odhod, ko je vlada Orlando padla in jo je nasledila vlada Nitti, ki je odpravo ustavila. Za Italijo je to bila zelo dobra poteza, saj je že čez tri do štiri mesece Rdeča armada zavzela ves Kavkaz.

## Zaton imperija
Leta 1939, to je pred začetkom druge svetovne vojne, so bila italijanska posestva razdeljena tako:
|        | Ime                        | Površina(km²) | Opombe                    |
| ------ | -------------------------- | ------------- | ------------------------- |
| 1      | Kraljevina Italija         | 309.100       |                           |
| 2      | Italijanska Libija         | 1.873.800     | vključno z Aozou          |
| 3      | Italijanska Vzhodna Afrika | 1.749.600     | vključno z otočjem Hanish |
| 4      | Albanija                   | 28.750        |                           |
| 5      | Dodekanez                  | 2.690         |                           |
| 6      | Koncesija v Tientsinu      | 0,5           |                           |
| Skupno |                            | 3.963.940,5   |                           |

Posest vseh teh teritorijev je po zaključku druge svetovne vojne zapadla. Premagana Italija je morala odstopiti:
- Jugoslaviji Rijeko, Zadar, otoka Lastovo in Velo Palagružo, Istro, Kras, Posočje;
- Franciji manjša ozemlja kot ureditev meddržavnih meja;
- prejšnjim lastnikom vse fašistične kolonije;
- Grčiji Dodekanez;
- anglo-francoski upravi Libijo;
- Združenemu kraljestvu Eritrejo.[10]